# Торосозеро (озеро)
То́росозеро (Торос-озеро, То́рос) — озеро в западной части Республики Карелия, в Муезерском районе.

## Общие сведения
Котловина ледниково-тектонического происхождения.
Озеро ромбовидной формы, вытянуто с северо-запада на юго-восток. Берега возвышенные, каменисто-песчаные, покрыты смешанным лесом.
На озере 14 островов общей площадью 2,1 км². Озеро разделено островом Торосшуари на северную и южную части.
Основной приток — река Омельянйоки (из озера Ровкульского). Сток через протоку Вирда в озеро Лексозеро. На северо Торосозеро имеет безымянный приток, текущий из озера Вежунгиярви.
Дно неровное, в основном покрыто зелёными илистыми отложениями, каменисто-песчаные грунты располагаются в прибрежной зоне озера. Высшая водная растительность представлена тростником в заливах.
В озере обитают сиг, плотва, щука, лещ, ряпушка, окунь, налим, ёрш.